# Sarolta d'Ungheria
Sarolta o anche Sarolt (950 – 1008) fu la moglie del principe magiaro Géza e la madre di santo Stefano d'Ungheria.
Il suo nome è turco e deriva da "Sar-aldy" che è l'ermellino bianco.

## Biografia

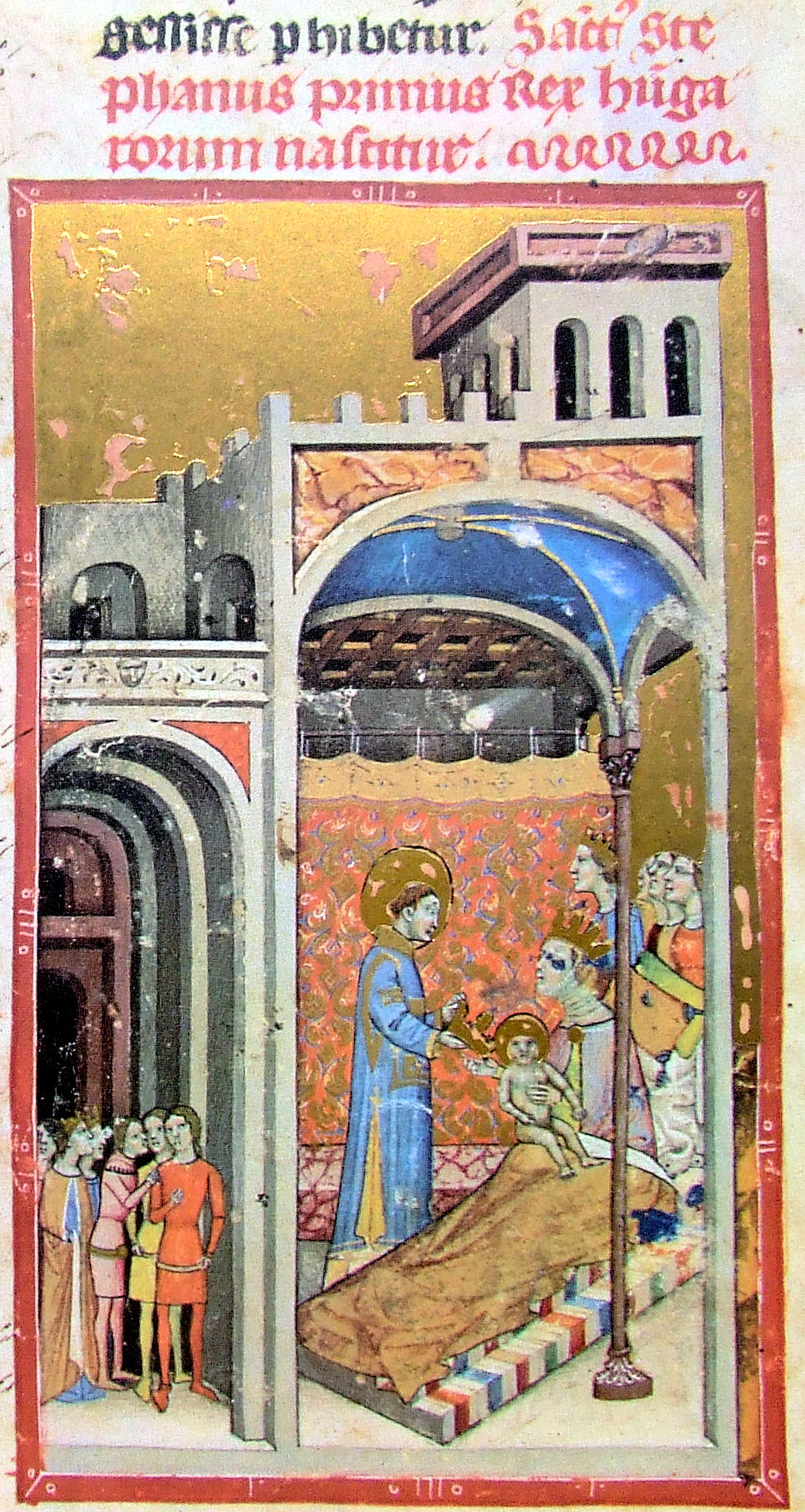
La nascita di Santo Stefano

Era figlia di Gyula il vecchio, principe di Transilvania, che governava sulla parte sud-est del bacino dei Carpazi. Gyula, pur di origine ungherese come Géza, governava in maniera autonoma dalla dinastia degli Arpadi. Fondamentalmente pagano, le sue simpatie politico-religiose erano più rivolte verso Costantinopoli che verso la Chiesa cattolica di Roma.
Sarolta sposò Géza intorno al 970, il quale le donò come residenza la piccola città fortificata di Veszprém che diventerà poco dopo la sede del primo vescovo della regione ungherese. Sarà invece nel castello di Esztergom, centro del potere del marito, che darà alla luce Vajk, poi ribattezzato Stefano, futuro primo re d'Ungheria.
Le cronache dell'epoca la dipingono energica, caparbia, impaziente ed irascibile. La sua bellezza, quasi leggendaria, fu notata dai sovrani stranieri. Ella era un'ottima amazzone ed una grande bevitrice, qualità non apprezzate dal vescovo di Merseburgo Tietmaro il quale, dopo aver scritto che un attacco di collera uccise con le proprie mani un uomo, dice che sarebbe «stato meglio se quelle mani sozze avessero toccato un fuso».
Contrariamente a quanto riportato da alcuni cronisti di rito latino, gli storici moderni tendono ad escludere che Sarolta si fosse impegnata in Ungheria in un'opera di proselitismo a favore della Chiesa ortodossa. Sebbene sia probabile che il figlio Stefano fosse stato battezzato una prima volta secondo il rito greco, sembra che la scelta del nome sia stata fatta dal padre di Sarolta. 
Morto Géza, nel 997, Sarolta assunse quasi sicuramente la reggenza per conto di Stefano, ancora adolescente sebbene già sposato a Gisella di Baviera. Dovette opporsi alla rivolta capeggiata da Koppány, un cugino di Géza che ambiva al titolo.
Qualche anno più tardi, ottenne da suo figlio la grazia per il fratello, Gyula il giovane, che, pur sconfitto da Stefano, fu semplicemente esiliato.